# DKP filmet i 1940'erne og 1950'erne
|  | Denne artikel er oprettet af botten Steenthbot ud fra en ekstern database. Den kan derfor have sproglige fejl eller mangler. Denne skabelon kan fjernes efter kontrol af indholdet. |

DKP filmet i 1940'erne og 1950'erne er en dansk dokumentarisk optagelse fra 1955 med sammenklip af optagelser relateret til Danmarks Kommunistiske Parti.

## Handling
Befrielsen i København: Montgomery kører gennem strøget 1945. DKP valg-demonstration gennem Københavns gader i anledning af kommunalvalget 12. marts 1946 med masser af plakater og slogans, bl.a. "Stem på Frode Toft". DKPs 16. Partikongres. Martin Andersen Nexø deltager. Møde i Fælledparken. Demonstrationstog med markering af historiske begivenheder. Land og Folks bygning i Bredgade i København. Kastrup lufthavn: En tjekkisk maskine ankommer. Udlændinge modtages af bl.a. Ingmar Wagner. DKUs 20. kongres, Ingmar Wagner på talerstolen, stort bifald. Udlandsrejse: Ungdomsfest, dans, bal og gymnastikopvisning. Optog med danske faner. Warzawa, 1955? Optog til fordel for Ungdommens Festival for Fred og Venskab. Demonstrationstoget nærmer sig Bellahøj og svinger ind på Genforeningspladsen. Ungdomsfestival i Berlin. Demonstration, optog, underholdning og taler.

## Medvirkende
- Martin Andersen Nexø